# Corcelles-les-Monts
Pour les articles homonymes, voir Corcelles.
Corcelles-les-Monts est une commune française  appartenant à Dijon Métropole située dans le canton Dijon-6 du département de la Côte-d'Or en région Bourgogne-Franche-Comté.

## Géographie
La commune est située à quelques kilomètres de Dijon et se situe au pied du Mont Afrique.

### Climat
Pour des articles plus généraux, voir Climat de la Bourgogne-Franche-Comté et Climat de la Côte-d'Or.
En 2010, le climat de la commune est de type climat des marges montargnardes, selon une étude du Centre national de la recherche scientifique s'appuyant sur une série de données couvrant la période 1971-2000. En 2020, Météo-France publie une typologie des climats de la France métropolitaine dans laquelle la commune est exposée à un climat océanique altéré et est dans la région climatique  Bourgogne, vallée de la Saône, caractérisée par un bon ensoleillement (1 900 h/an), un été chaud (18,5 °C), un air sec au printemps et en été et des vents faibles. 
Pour la période 1971-2000, la température annuelle moyenne est de 9,7 °C, avec une amplitude thermique annuelle de 17 °C. Le cumul annuel moyen de précipitations est de 939 mm, avec 12,6 jours de précipitations en janvier et 7,8 jours en juillet. Pour la période 1991-2020, la température moyenne annuelle observée sur la station météorologique de Météo-France la plus proche, « Marsannay la Cote », sur la commune de Marsannay-la-Côte à 5 km à vol d'oiseau, est de 11,7 °C et le cumul annuel moyen de précipitations est de 803,0 mm,. Pour l'avenir, les paramètres climatiques de la commune estimés pour 2050 selon différents scénarios d'émission de gaz à effet de serre sont consultables sur un site dédié publié par Météo-France en novembre 2022.

## Urbanisme

### Typologie
Au 1er janvier 2024, Corcelles-les-Monts est catégorisée commune rurale à habitat dispersé, selon la nouvelle grille communale de densité à 7 niveaux définie par l'Insee en 2022.
Elle est située hors unité urbaine. Par ailleurs la commune fait partie de l'aire d'attraction de Dijon, dont elle est une commune de la couronne,. Cette aire, qui regroupe 333 communes, est catégorisée dans les aires de 200 000 à moins de 700 000 habitants,.

### Occupation des sols
L'occupation des sols de la commune, telle qu'elle ressort de la base de données européenne d’occupation biophysique des sols Corine Land Cover (CLC), est marquée par l'importance des forêts et milieux semi-naturels (52,1 % en 2018), en diminution par rapport à 1990 (60,4 %). La répartition détaillée en 2018 est la suivante : 
forêts (51,7 %), terres arables (39,7 %), zones agricoles hétérogènes (5,5 %), zones urbanisées (2,6 %), milieux à végétation arbustive et/ou herbacée (0,5 %). L'évolution de l’occupation des sols de la commune et de ses infrastructures peut être observée sur les différentes représentations cartographiques du territoire : la carte de Cassini (XVIIIe siècle), la carte d'état-major (1820-1866) et les cartes ou photos aériennes de l'IGN pour la période actuelle (1950 à aujourd'hui).

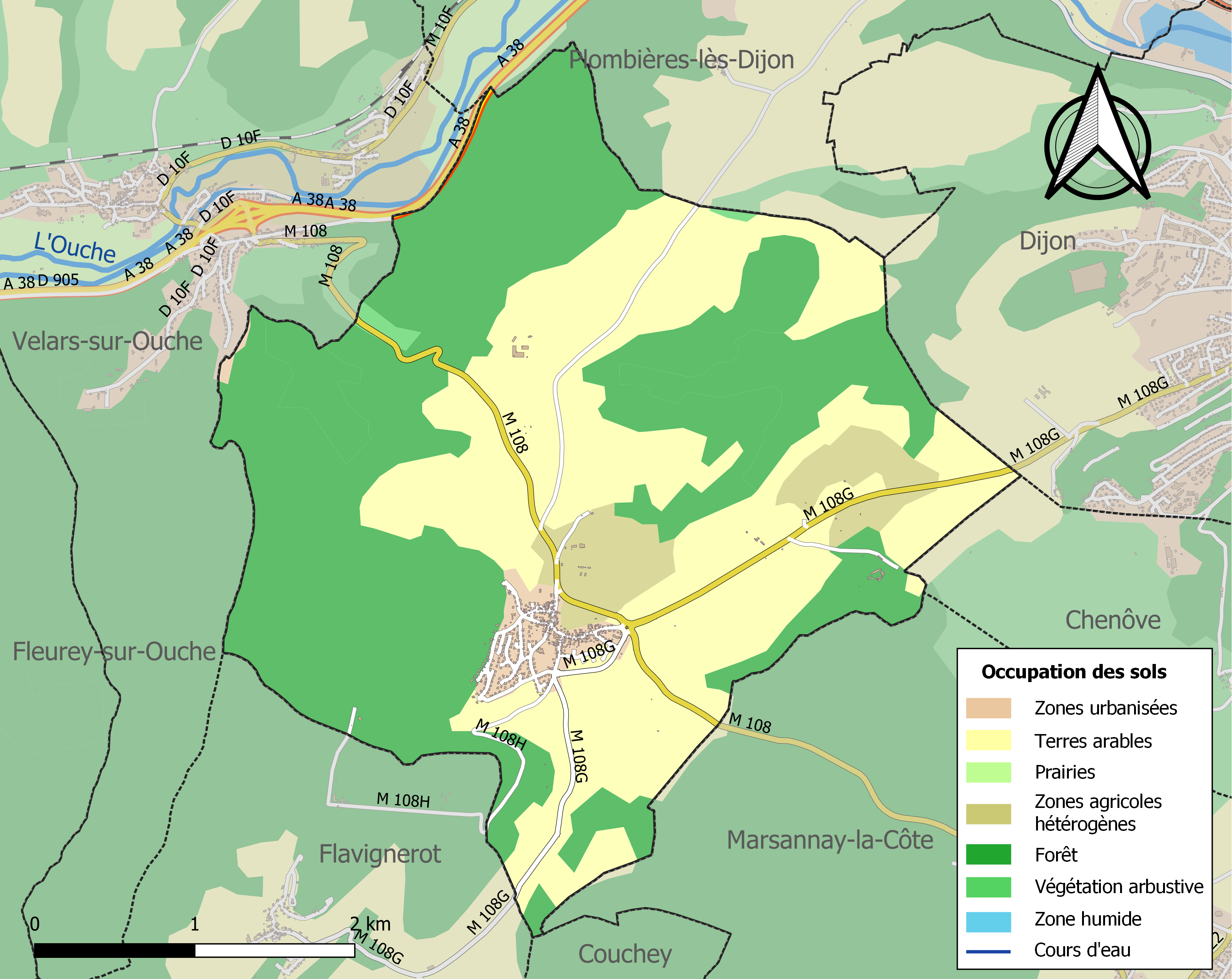
Carte des infrastructures et de l'occupation des sols de la commune en 2018 (CLC).

## Toponymie
Corcelles-les-Mont tire son nom de Corcelle, qui viendrait du mot latin roman « corticella » désignait une petite ferme ou une cour, et de Les-Mont renvoyant à sa localisation près du Mont Afrique.

## Politique et administration
| Période                                  | Période     | Identité            | Étiquette                     | Qualité                                                |
| ---------------------------------------- | ----------- | ------------------- | ----------------------------- | ------------------------------------------------------ |
| 2 août 1931                              | 1938        | Louis Billard       | Union Républicaine et Sociale | Conseiller                                             |
| 1938                                     | 1947        | N/A                 | N/A                           | N/A                                                    |
| Octobre 1947                             | mai 1953    | Gustave Grapin      | DVG                           |                                                        |
| mai 1953                                 | N/A         | Antoine Dubuet      |                               | Agriculteur                                            |
| 25 mars 1977                             | 9 mars 2008 | Jean-Pierre Jourdan | SE                            | Activités immobilières et Financières                  |
| 9 mars 2008                              | 18 mai 2020 | Patrick Orsola      | SE                            | Professeur en enseignement secondaire et technologique |
| 18 mai 2020                              | en cours    | Gérard Herrmann     | SE                            | Retraité, Assureur                                     |
| Les données manquantes sont à compléter. |             |                     |                               |                                                        |

## Démographie
L'évolution du nombre d'habitants est connue à travers les recensements de la population effectués dans la commune depuis 1793. Pour les communes de moins de 10 000 habitants, une enquête de recensement portant sur toute la population est réalisée tous les cinq ans, les populations de référence des années intermédiaires étant quant à elles estimées par interpolation ou extrapolation. Pour la commune, le premier recensement exhaustif entrant dans le cadre du nouveau dispositif a été réalisé en 2004.

En 2022, la commune comptait 654 habitants, en évolution de +1,08 % par rapport à 2016 (Côte-d'Or : +0,82 %, France hors Mayotte : +2,11 %).
| 1793 | 1800 | 1806 | 1821 | 1831 | 1836 | 1841 | 1846 | 1851 |
| ---- | ---- | ---- | ---- | ---- | ---- | ---- | ---- | ---- |
| 401  | 429  | 439  | 413  | 420  | 406  | 402  | 416  | 415  |

| 1856 | 1861 | 1866 | 1872 | 1876 | 1881 | 1886 | 1891 | 1896 |
| ---- | ---- | ---- | ---- | ---- | ---- | ---- | ---- | ---- |
| 384  | 359  | 363  | 365  | 372  | 379  | 401  | 410  | 342  |

| 1901 | 1906 | 1911 | 1921 | 1926 | 1931 | 1936 | 1946 | 1954 |
| ---- | ---- | ---- | ---- | ---- | ---- | ---- | ---- | ---- |
| 316  | 294  | 261  | 214  | 221  | 207  | 197  | 206  | 262  |

| 1962 | 1968 | 1975 | 1982 | 1990 | 1999 | 2004 | 2006 | 2009 |
| ---- | ---- | ---- | ---- | ---- | ---- | ---- | ---- | ---- |
| 228  | 258  | 328  | 757  | 783  | 709  | 692  | 693  | 663  |

| 2014 | 2019 | 2022 | - | - | - | - | - | - |
| ---- | ---- | ---- | - | - | - | - | - | - |
| 656  | 625  | 654  | - | - | - | - | - | - |

## Lieux et monuments
- Château[16] de Gouville[17] du XVIIIe siècle[18].
- Mont Afrique (avec le Réduit Lambert).
- Source du Naizou au Mont-Afrique
- Cimetière[19] gallo-romain[20].

## Personnalités liées à la commune
- Hugues-Iéna Darcy, préfet.

## Héraldique
| Blason | Blasonnement : De sinople au coq hardi d'argent, membré, becqué, crêté et barbé de gueules, au chef ondé aussi d'argent. |

## Quelques vues du village

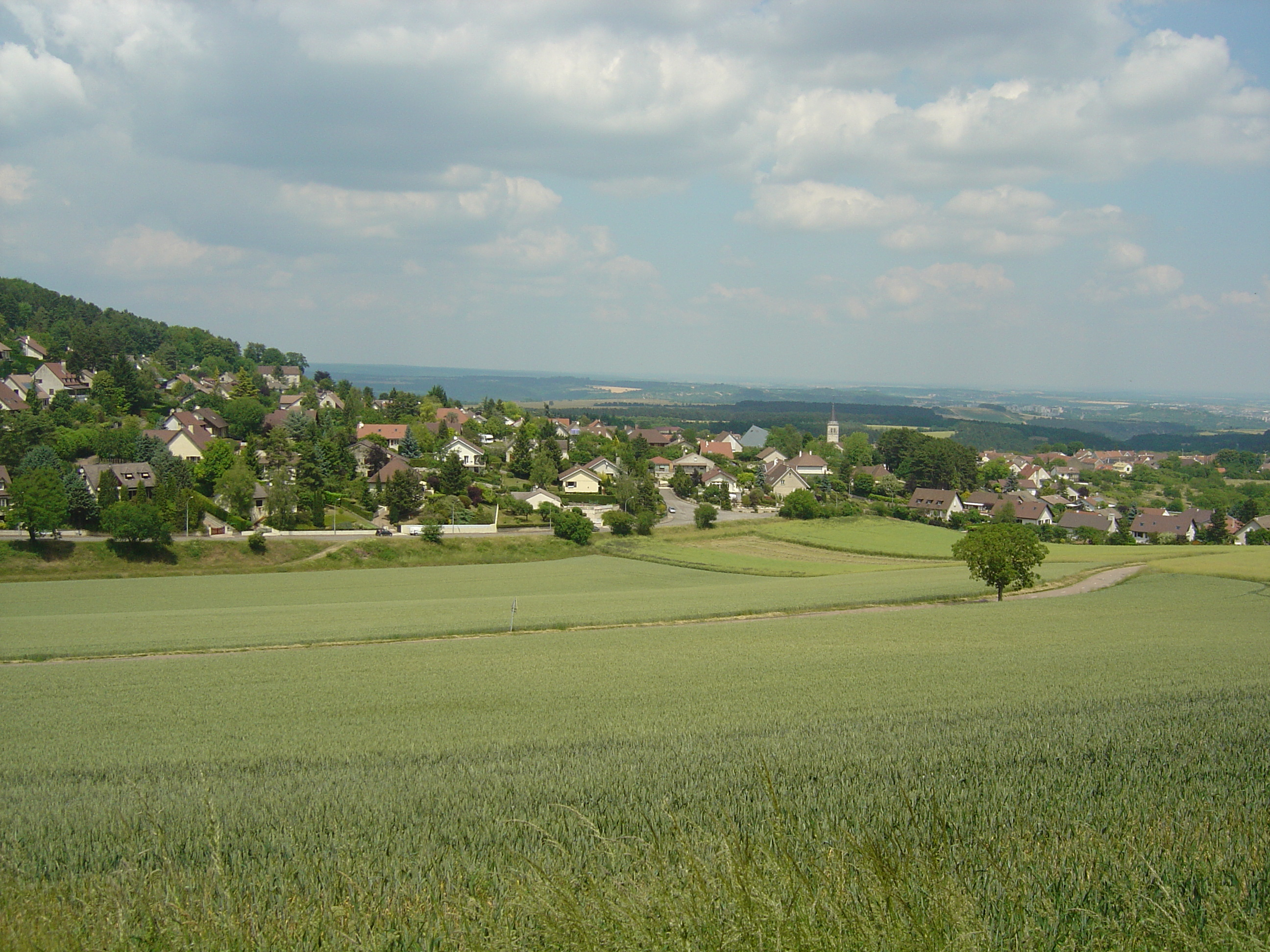
Vue générale depuis la route menant au mont Afrique.
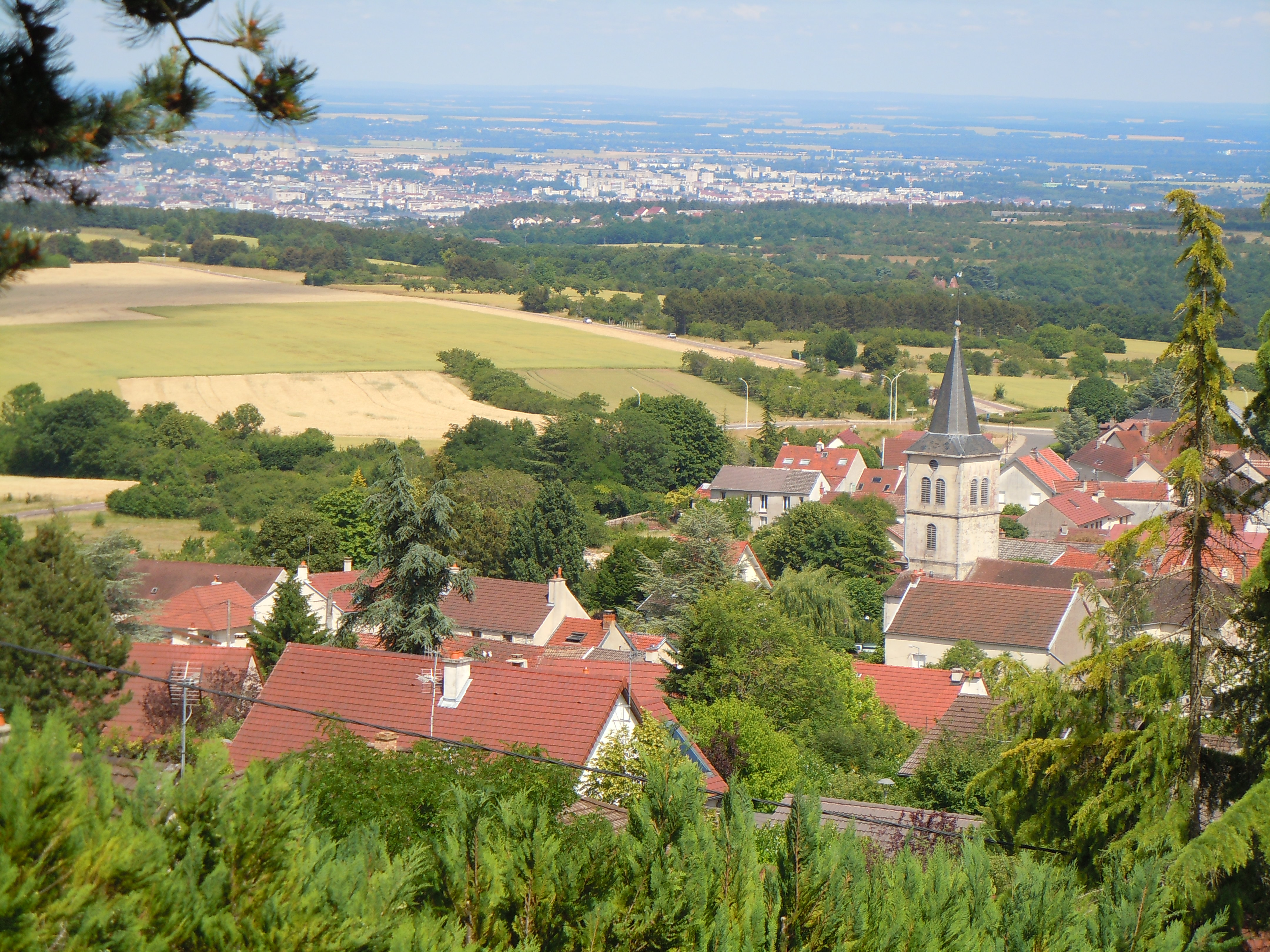
Vue du village depuis la rue du Château d'eau